# Deep Cuts, Volume 1 (1973-1976)
Deep Cuts, Volume 1 is een compilatiealbum van de Britse rockband Queen, uitgebracht in 2011. Anders dan vele andere compilaties van Queen, bevat dit album nummers die niet zo bekend zijn als Queens grote hits. Het album wordt op 14 maart 2011 uitgebracht als onderdeel van het 40-jarig bestaan van Queen. Het album wordt op dezelfde dag uitgebracht als de remasters van de eerste vijf albums van Queen (Queen, Queen II, Sheer Heart Attack, A Night at the Opera en A Day at the Races). De uitgekozen nummers zijn allemaal favorieten van gitarist Brian May, drummer Roger Taylor en Taylor Hawkins van de Foo Fighters.

## Tracklist
1. "Ogre Battle"
2. "Stone Cold Crazy"
3. "My Fairy King"
4. "I'm in Love with My Car"
5. "Keep Yourself Alive"
6. "Long Away"
7. "The Millionaire Waltz"
8. "'39"
9. "Tenement Funster"
10. "Flick of the Wrist"
11. "Lily of the Valley"
12. "Good Company"
13. "The March of the Black Queen"
14. "In the Lap of the Gods... Revisited"